# Synallaxe de la Plata
Leptasthenura platensis
Espèce
Répartition géographique
Statut de conservation UICN

 LC  : Préoccupation mineure
Le Synallaxe de la Plata (Leptasthenura platensis), aussi appelé Fournier à panache est une espèce de passereaux de la famille des Furnariidae.

## Description
Le Synallaxe de la Plata mesure 16 cm. Il a une tête grise, des sourcil fin et clair et une huppe peu striée. Son bec est court, fin et foncé; le plumage de son dos est gris brun. Il a des ailes brunes avec quelques touches de noir et de couleur cannelle. Sa gorge est blanchâtre avec des points noirs. Sa poitrine et son ventre sont clairs voire un peu ocrés. Sa queue est longue et brune.
Il n'y a pas de distinction visible entre le mâle et la femelle.

## Habitat
Il vit dans les abords des bois, les zones où il y a des arbres ou arbustes isolés et les steppes.

## Répartition
Cet oiseau est répandu en Argentine et en Uruguay.

## Mode de vie
Le Synallaxe de la Plata vit en couple ou au sein de groupes familiaux.

## Nourriture
Le Synallaxe de la Plata mange des insectes, leurs larves et leurs œufs, capturés dans les feuilles des arbres.